# Nathalis iole
Nathalis iole, ou anão amarelo, é uma borboleta norte-americana da família Pieridae.

## Habitat
A espécie vive em quase qualquer espaço aberto, incluindo em costas, desertos, campos, estradas, terrenos baldios e áreas de resíduos. Geralmente voa muito baixo, rente ao chão.

## Plantas hospedeiras
Aqui está uma lista de plantas hospedeiras utilizadas pela borboleta:
- Bidens bipinnata
- espécies Bidens
- espécies Dyssodia
- Stellaria media
- espécies Thelesperma